# Nationale Tentoonstelling van Nijverheid en Kunst

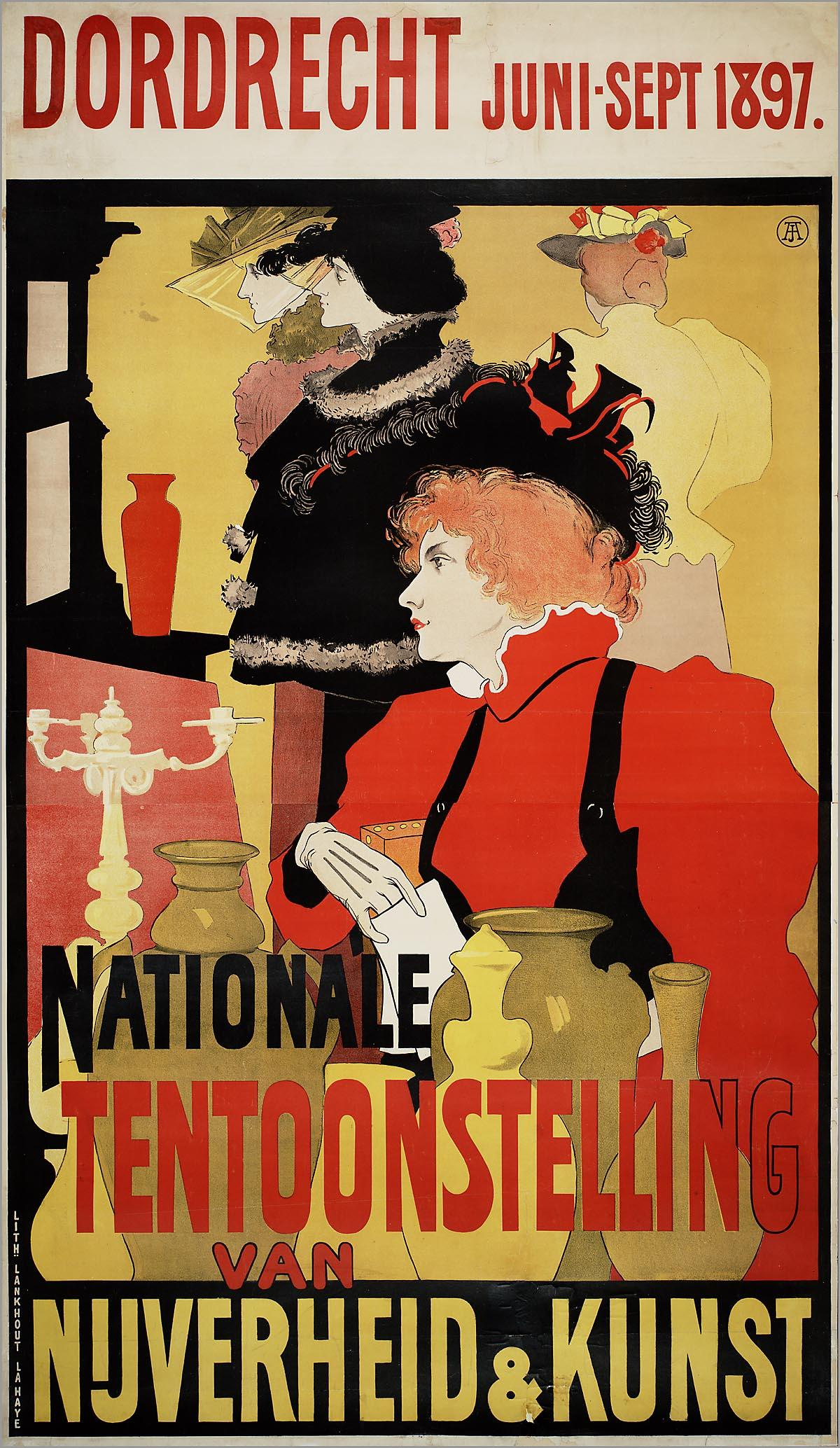
Affiche door Johannes Josephus Aarts

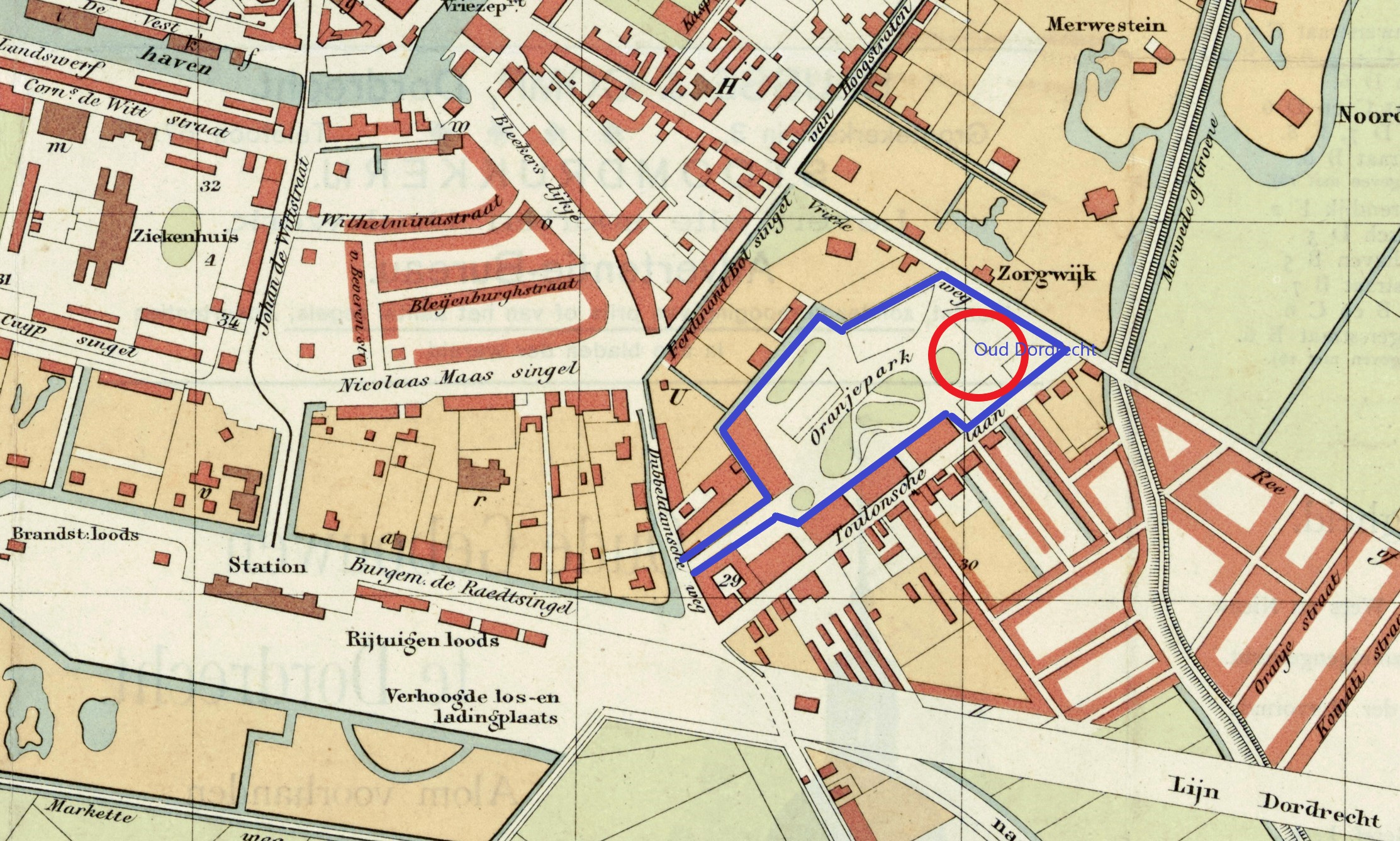
Deel van de kaart van Dordrecht, in blauw ingetekend de locatie waar de Nationale Tentoonstelling Nijverheid en Kunst plaatsvond in 1897. Rechtsonder (rood omcirkeld) de locatie van "Oud-Dordt"

De Nationale Tentoonstelling van Nijverheid en Kunst vond plaats in Dordrecht  van 3 juni tot 7 september 1897. De tentoonstelling, die werd georganiseerd door de Vereniging Vak en Kunst, was bedoeld voor de presentatie van de nieuwste snufjes van de industriële revolutie die in dat tijdgewricht volledig in gang was. Op het Dordtse tentoonstellingsterrein dat gelegen was op de toenmalige Stadsweide, het huidige Oranjepark (de locatie is op de kaart in blauw ingetekend), presenteerden zich tientallen bedrijven. Aan de zuidzijde werd het tentoonstellingsterrein begrensd door de Toulonselaan, waar overigens al sprake was van bebouwing.
De tentoonstelling werd naast de presentatie van nieuwe technieken opgeluisterd met een bloemencorso, muziekuitvoeringen, een doolhof en wandelexcursies. In het hoofdgebouw, ongeveer gelegen op de plaats waar men het huidige Johan de Witt Gymnasium aantreft, was gelegenheid voor demonstraties, kunstuitingen en muziekuitvoeringen. 

## "Oud-Dordt"

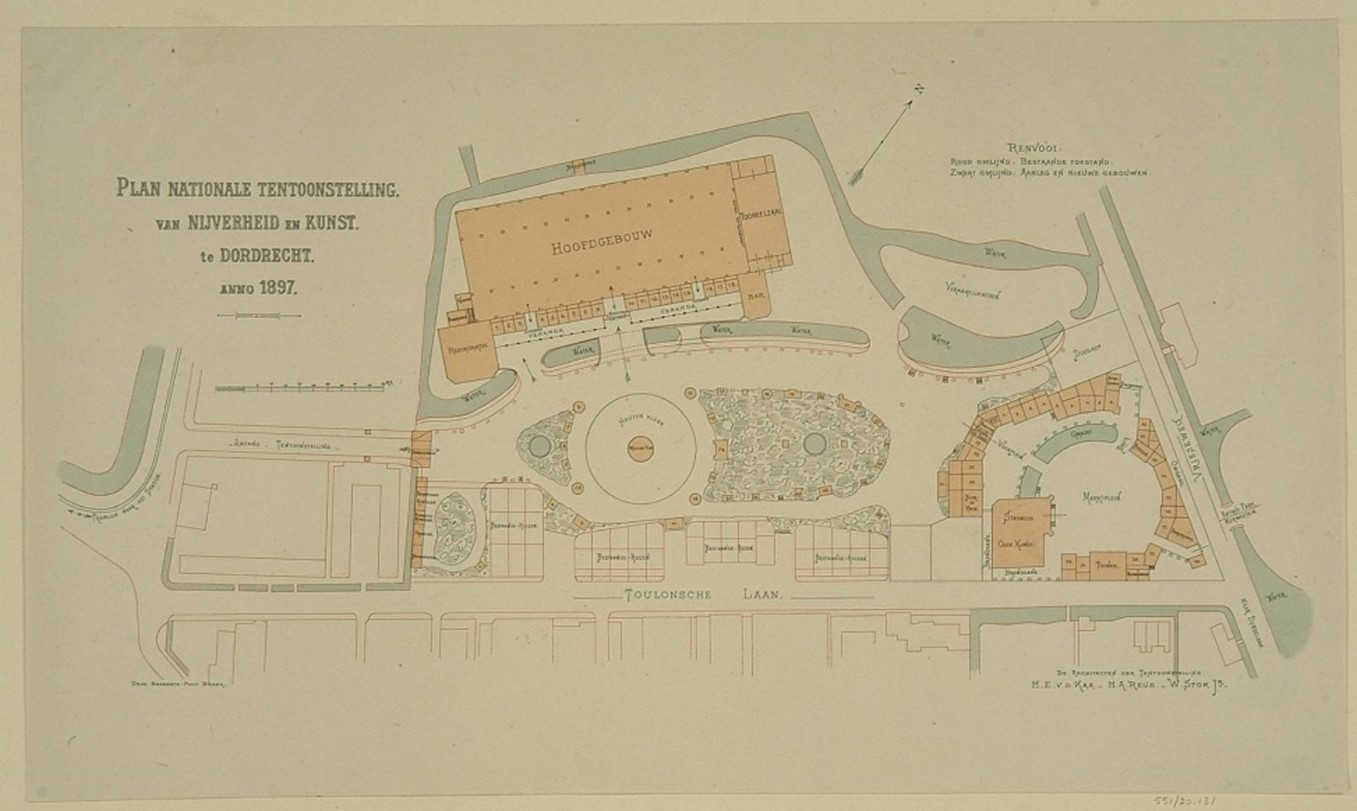
Het inrichtingsplan van de tentoonstelling, ontworpen door de architecten H.E. van der Kaa, H.A. Reus en W Stok jr. Rechtsonder vindt met "Oud-Dordt". Illustratie Beeldbank RAD 551_20131.

De tentoonstelling omvatte ook een speciaal gebouwd stukje “Oud-Dordt” met nagemaakte oude, toen veelal al inmiddels verdwenen, karakteristieke bouwwerken uit Dordrecht. Als tegenhanger van de niet te stuiten vooruitgang konden bezoekers kennisnemen van een teloorgegaan stukje Dordrecht.
Het gedeelte “Oud-Dordt” van de tentoonstelling was gelegen in een hoek van het terrein dat begrensd werd door de Toulonselaan en de Vrieseweg (op de kaart rood omcirkeld). De huizen en gebouwen op het terrein waren zoveel mogelijk nagebouwd naar het origineel. Als leidraad voor de gebouwen werd gebruik gemaakt van tekeningen van een bekende tekenaar van de Dordtse straten Johannes Rutten (1809-1884). Hij maakte de tekeningen van de Dordrechtse binnenstad gedurende een periode van ongeveer vijftig jaar, van 1829 tot 1876. De verzameling tekeningen kwam in handen van de bekende Dordtse kunstverzamelaar Simon van Gijn (oprichter en naamgever van het huidige museum Huis Van Gijn), die overigens ook opdrachtgever was van enkele van de gebruikte tekeningen en die zijn verzameling beschikbaar stelde voor “Oud-Dordt”. 
De nagebouwde gebouwen oogden authentiek, echter de bouwwijze was dat zeker niet. Ze  werden opgezet op basis van houtskelet dat bekleed werd met zogenoemd papierstuc ofwel papier-maché. De illustraties tonen de levensechtheid van de nagebouwde gebouwen die wel iets kleiner werden uitgevoerd dan de oorspronkelijke bouwwerken. Om bouwtechnische en financiële redenen werd soms de gevel van de nagemaakte huizen op details gewijzigd. Waren de gebouwen op de begane grond voorzien van echt glas en authentieke attributen, in sommige gevallen waren de verdiepingen niet zo echt als het leek; raampartijen of glas in lood werd geschilderd op gespannen doek.
In de gebouwen van "Oud-Dordt" waren winkels, een drukkerij en verschillende koffie- en bierhuizen. Om de sfeer nog meer te treffen was er een burgemeester, een schuttersvendel dat demonstraties verzorgde en zelfs een kwakzalver; allen gekleed in oud Hollandse klederdracht. Na het binnenkomen van het stadje door een replica van de Oude Riedijkse Poort kwam men op een pleintje dat naar rechts en links in een bebouwde gracht overging. Hier trof men verschillende nagebouwde panden en gebouwen waaronder de genoemde drukkerij van de firma Morks & Geuze. Tweemaal per week werd hier het “Oud Hollandse Courantje” gedrukt. In totaal werden er een dertigtal gebouwen en huizen nagemaakt.
Linksonder een rijtje huizen getekend in 1871 in de Visstraat gezien vanuit de lange Breestraat, de zogenoemde Moordhoek. De naam Moordhoek komt voort uit een waarschijnlijk onjuiste overlevering dat graaf Dirk IV van Holland op deze plaats in 1048 strijd zou hebben geleverd met het krijgsvolk van de Bisschop van Luik. Uit de foto van het nagebouwde middelste huisje op “Oud-Dordt” blijkt dat het hier een horecabestemming had. Op de tentoonstelling vond men in het huisje "De Leckere Worst", kortom een vroege cafetaria.   

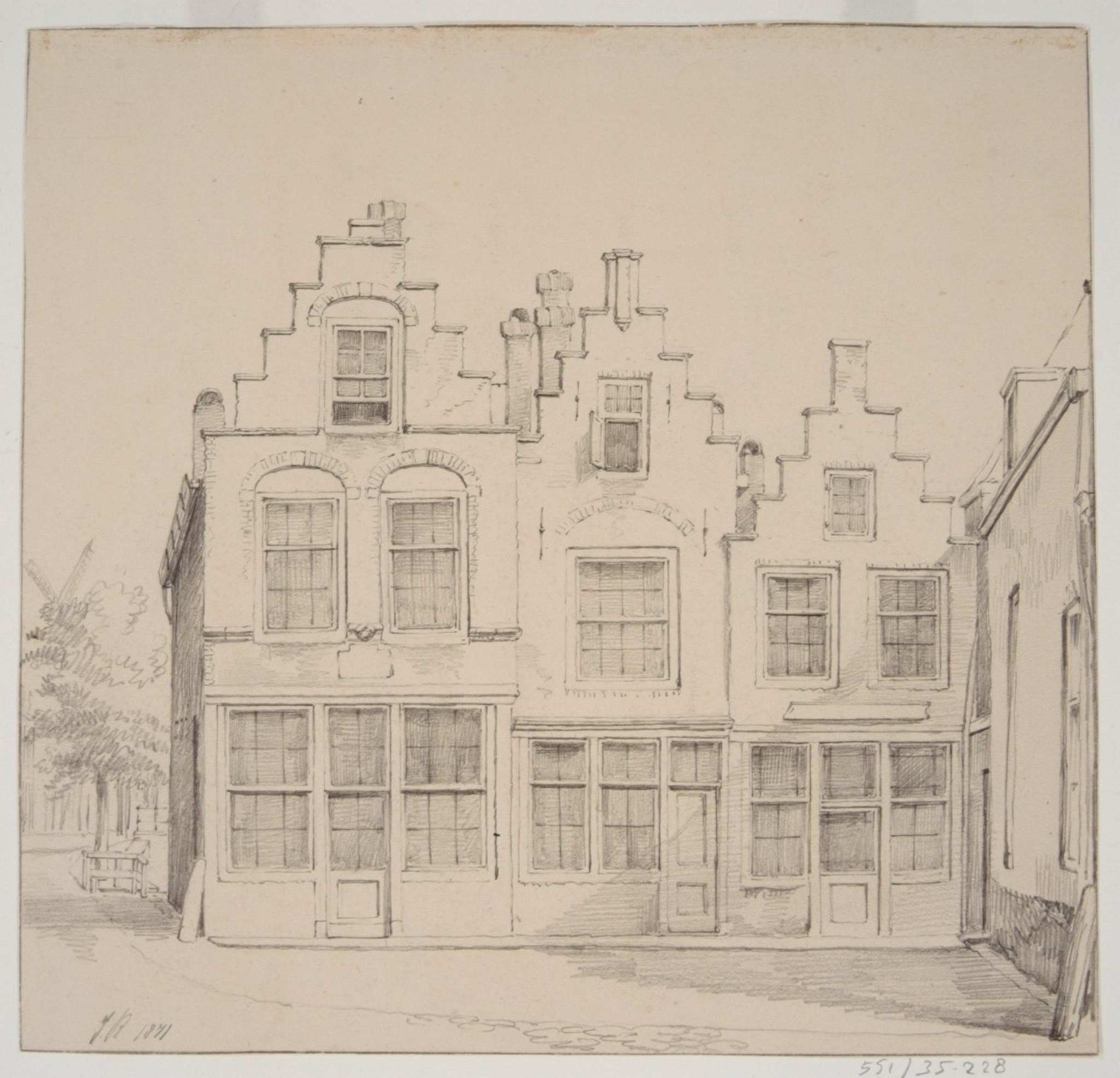
Een rijtje huizen aan de Visstraat. De huisjes zijn in 1871 door J. Rutten getekend, kort voordat zij gesloopt werden. Afbeelding Regionaal Archief Dordrecht, RAD 551_35228
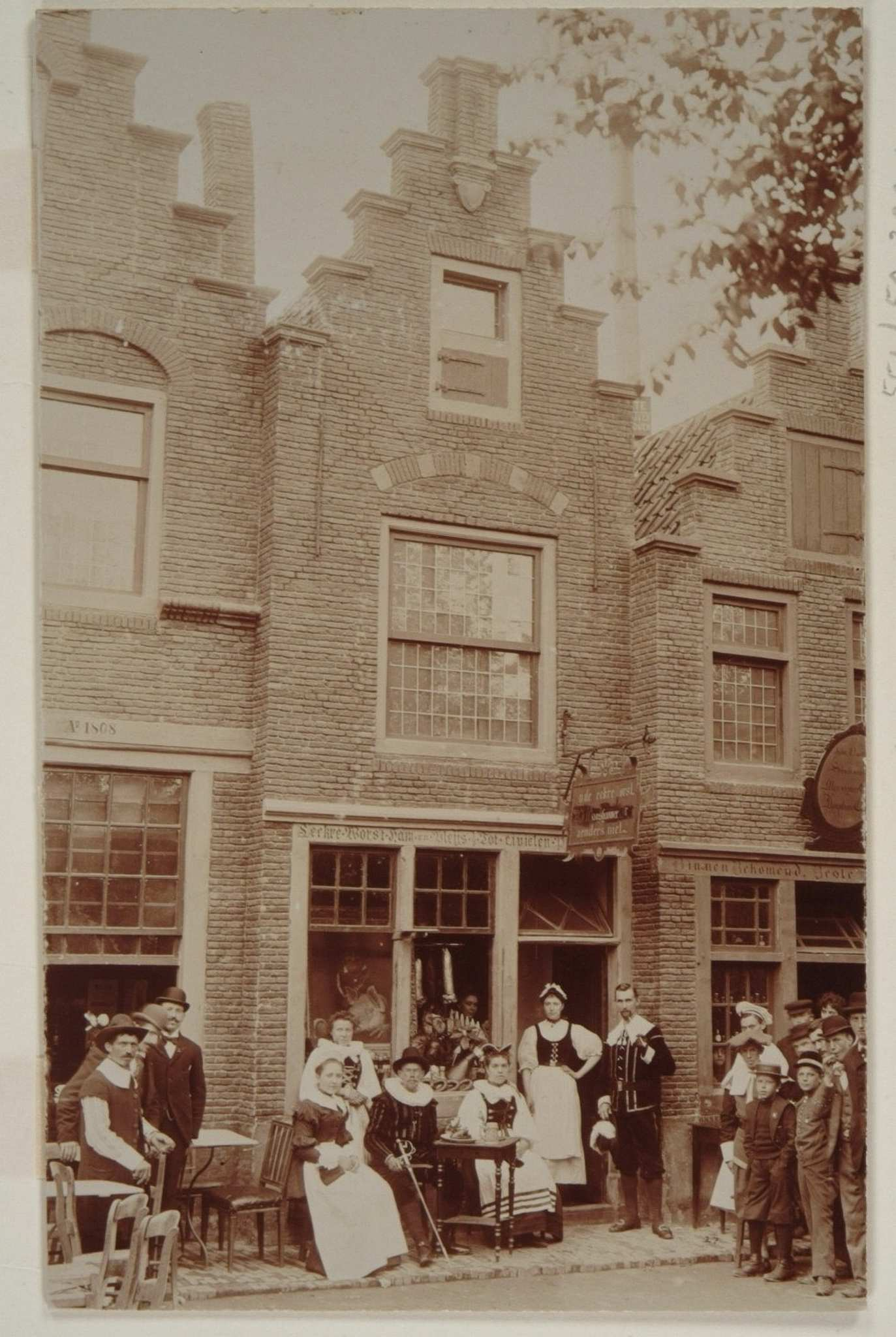
Het middelste huis in de Visstraat op de tentoonstelling "Oud-Dordt", gefotografeerd door D.G.A. Schnabel, Regionaal Archief Dordrecht, RAD 551_50390

Op historische stadsplattegronden van het begin van de twintigste eeuw is al niets meer terug te vinden van de tentoonstelling. De reden is dat de initiatiefnemers van de tentoonstelling bij de opdracht aan de bouwers tegelijk de opdracht tot afbraak na afloop van de tentoonstelling hebben gegeven. De Vereniging Vak & Kunst bleef met een flinke schuld achter, na afloop van de tentoonstelling is er nauwelijks nog iets van de vereniging gehoord.  

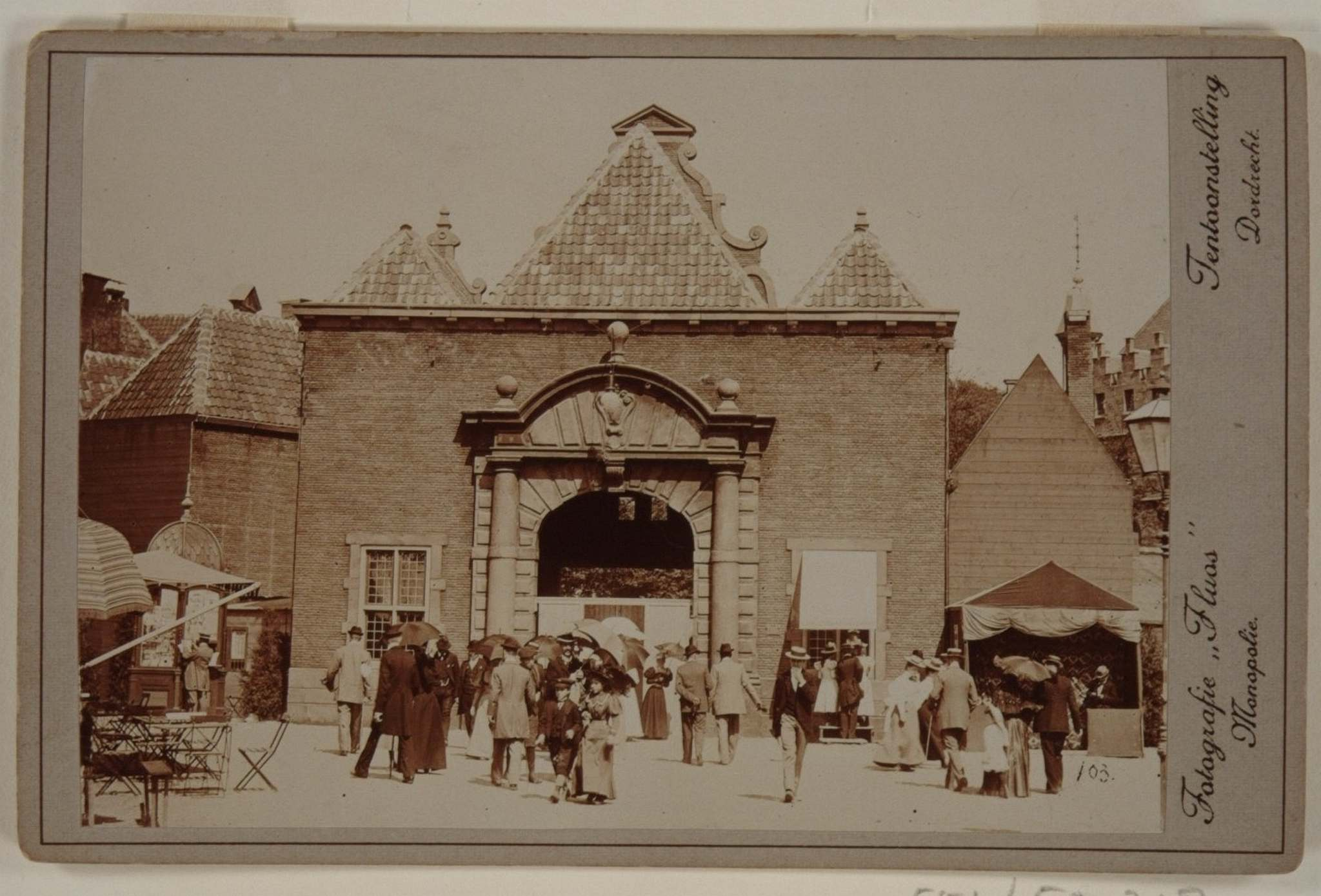
Toegang tot "Oud-Dordt" via de nagebouwde Riedijkspoort. Foto: D.G.A. Schnabel 1897. De "echte" Riedijkspoort was gelegen aan het eind van de Riedijk, nabij het veer naar Papendrecht. Regionaal Archief Dordrecht, RAD 551_ 50318
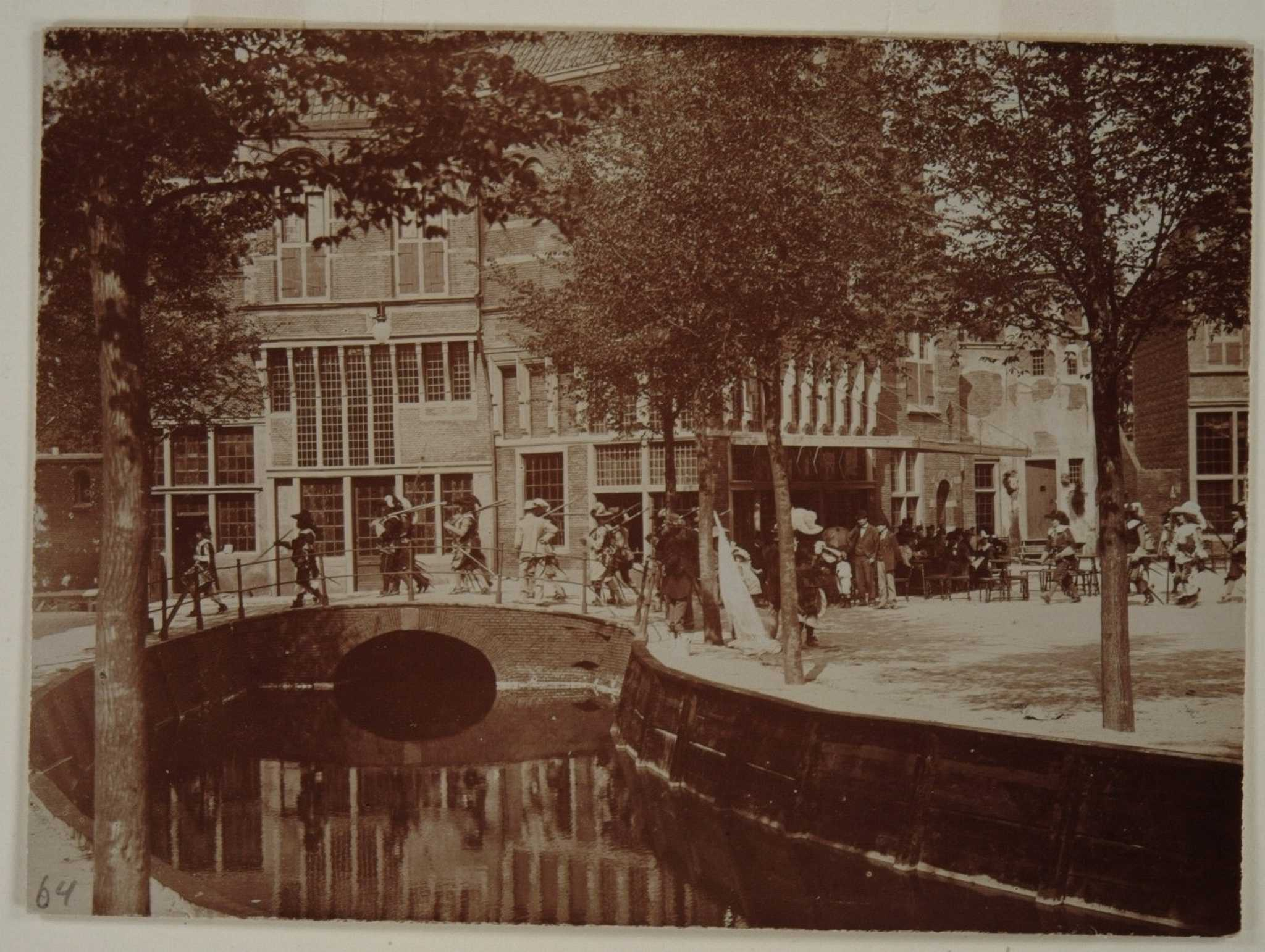
"Oud-Dordt", Grachtje met schutterij, foto: D.G.A. Schnabel 1897, Regionaal Archief Dordrecht, RAD 551_50379

## Meer lezen
- Christine Weijs, 'Bouwhistorische rondleiding door Oud-Dordt in 1897', in: Theo Pronk (ed.), Moeder der Hollandse Steden: Historiezucht in Dordrecht rond 1900. Jubileumboek 125 jaar Vereniging Oud-Dordrecht 2017 (Dordrecht 2017), p. 119-163.